# Kōsuke Hori

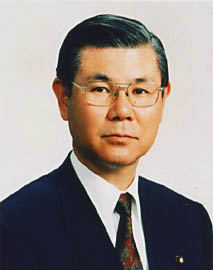
Kōsuke Hori, 2000

Kōsuke Hori (jap. 保利 耕輔 Hori Kōsuke; * 23. September 1934 in der Präfektur Tokio; † 4. November 2023) war ein japanischer Politiker (LDP, ohne Faktion), er war bis 2014 Abgeordneter im Shūgiin, dem Unterhaus, für den Wahlkreis Saga 3 und zweimal Minister.

## Leben
Hori war der älteste Sohn des Shūgiin-Präsidenten und Ministers Hori Shigeru. Nach seinem Studium an der Rechtswissenschaftlichen Fakultät der Keiō-Universität arbeitete er ab 1958 für das Maschinenbauunternehmen Nippon Seikō K.K. (engl. NSK Ltd.), für das er ab 1974 die französische Tochtergesellschaft NSK France S.A. leitete. 1979 starb sein Vater, Hori kandidierte bei der Shūgiin-Wahl 1979 erfolgreich für dessen Sitz im SNTV-Fünfmandatswahlkreis Saga, der die gesamte Präfektur umfasste. Er wurde seither elfmal wiedergewählt, nach der Wahlrechtsreform im neuen Einmandatswahlkreis Saga 3. In der LDP gehörte er zur Tanaka-, später zur Takeshita-Faktion.
1985 und 1996 war Hori parlamentarischer Staatssekretär (seimujikan) im Landwirtschaftsministerium. 1990 berief ihn Premierminister Toshiki Kaifu als Bildungsminister erstmals in ein Kabinett. Von 1999 bis 2000 war er unter Keizō Obuchi und Yoshirō Mori Innenminister.
2005 stellte sich Hori gegen die Pläne von Jun’ichirō Koizumi zur Privatisierung der japanischen Post. Er stimmte gegen das Privatisierungsgesetz und musste bei den resultierenden Neuwahlen ohne die Unterstützung der nationalen LDP als Unabhängiger antreten, erhielt aber die Unterstützung des LDP-Präfekturverbandes. Die Partei nominierte Motoko Hirotsu als Gegenkandidatin – eine so genannte „Attentäter“-Kandidatin oder „Kunoichi“ – in seinem Wahlkreis, aber Hori blieb siegreich. Er kehrte 2006, nachdem die Postprivatisierung erfolgreich auf den Weg gebracht worden war, wieder in die LDP zurück, schloss sich aber nicht wieder seiner alten Faktion an.
Im August 2008 berief ihn der Premierminister und Parteivorsitzende Yasuo Fukuda zum Vorsitzenden des politischen Forschungsausschusses (seimu-chōsa-kai, engl. PARC). Die Position behielt er auch unter Fukudas Nachfolger Tarō Asō bis 2009. 2012 übernahm er den Vorsitz im Prüfungsausschuss für die Verfassung (kempō chōsakai) im Shūgiin, der an einer möglichen Änderung der Verfassung arbeitete.
Zur Shūgiin-Wahl 2014, bei der der Wahlkreis Saga 3 abgeschafft wurde, zog sich Hori nach 35 Jahren als Abgeordneter zurück.
Er starb am 4. November 2023 im Alter von 89 Jahren.